# Vajdasági Keresztény Ifjúság
A Vajdasági Keresztény Ifjúság (hivatalos neve: Vojvođanska Hrišćanska Omladina – Vajdasági Keresztény Ifjúság; rövidítései: VHO, VKI) a volt Jugoszláv Szövetségi Köztársaság (majd Szerbia és Montenegró, ma Szerbia) első és egyetlen keresztény ifjúsági szervezete.
Alapítására 2002. november 5-én, Árpád-házi Szent Imre napján került sor. Céljai a keresztény értékek közéleti síkon való bemutatása, felvállalása, a keresztény fiatalok érdekvédelme, a keresztény ökumené helyi és regionális szintű elősegítése, kultúrmisszió. 
Legismertebb rendezvénye az „Esték a ferenceseknél”, mely Szabadka kulturális életének része. Szakrális rendezvényei közül megemlítendő az „Ádventi gyertyagyújtás”. Az advent vasárnapjain végzett vesperás keretében megtartott igehirdetésen Szabadka katolikus, evangélikus és református közösségei egyaránt bekapcsolódnak. A kezdeményezést XVI. Benedek pápa 2005-ben köszöntötte.
2009-től Adveniat regnum tuum Egyesület néven folytatja tovább tevékenységét. Az Egyesület a TUUM rövidítést használja. A névváltoztatással egyidőben a TUUM "Kövess Engem!" című folyóirata is új nevet és új külsőt kapott. Ni(c)kodémus – A haladó szellem címmel jelenik meg.
2009-ben Zsinagóga.com néven indította el a szabadkai zsinagógával foglalkozó kutatási műhelyét. 2010. májusában az Egyesület megkezdte a szabadkai zsidó temető digitális archiválását.
2010-ben szüntette be a működését.

## Kiadványaik
- Érszegi Márk Aurél: Péter utódának szolgálatában. A Szentszék és intézményei; Vajdasági Keresztény Ifjúság, Szabadka, 2008
- Ökumenikus teológiai szótár; szerk. Negyela László, társszerk. Hevér László; Vajdasági Keresztény Ifjúság, Szabadka, 2008